# 比代斯特罗夫
比代斯特罗夫（法語：Bidestroff，法語發音：[bidɛstʁɔf]）是法国摩泽尔省的一个市镇，属于萨尔堡-萨兰堡区。

## 地理
比代斯特罗夫（48°50'56"N, 6°47'13"E）面积7.95 平方千米，位于法国大東部大區摩泽尔省，该省份为法国东北部内陆省份，是洛林的一部分，西南接默尔特-摩泽尔省，东临下莱茵省，北与卢森堡和德国接壤。
与比代斯特罗夫接壤的市镇（或旧市镇、城区）包括：巴桑、布加尔特罗夫、屈坦、栋农莱迪约兹、韦加维尔、佐芒日。

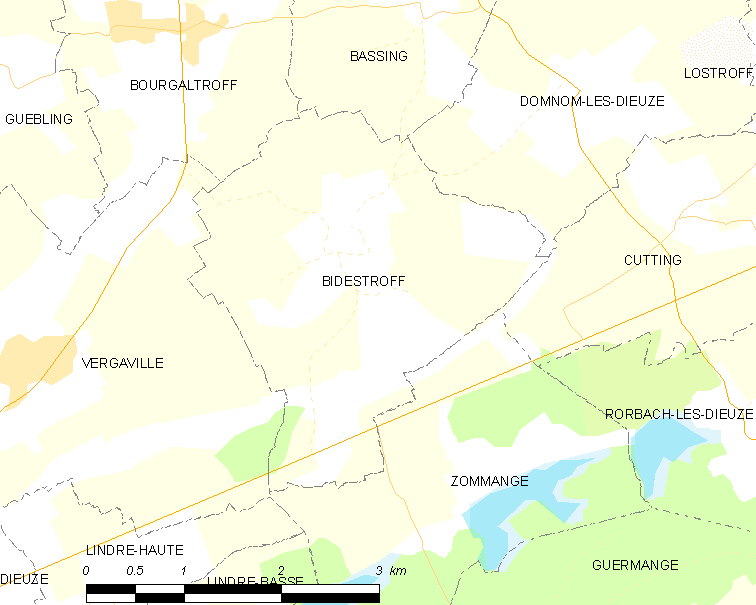
比代斯特罗夫的OSM定位图

比代斯特罗夫的时区为UTC+01:00、UTC+02:00（夏令时）。

## 行政
比代斯特罗夫的邮政编码为57260，INSEE市镇编码为57081。

## 政治
比代斯特罗夫所属的省级选区为索努瓦县。

## 人口

1962-2008年间比代斯特罗夫人口变化图示

比代斯特罗夫于2022年1月1日时的人口数量为121人。